# Saint-Géry (Lot)
Saint-Géry foi uma antiga comuna francesa na região administrativa de Occitânia, no departamento de Lot. Estendia-se por uma área de 13,58 km². Em 2010 a comuna tinha 897 habitantes (densidade: 66,1 hab./km²).
Em 1 de janeiro de 2017, ela foi incorporada ao território da nova comuna de Saint Géry-Vers.